# Passchendaele
Passchendaele (západovlámsky Passchendoale), známá též jako Passendale, je vesnice v obci Zonnebeke, jež leží v provincii Západní Flandry v Belgii. Nachází se v blízkostí města Ypry, které se vyskytuje na hřebeni, jenž odděluje historické mokřady řek Yser a Leie.

## Historie
Vesnice byla poprvé zmíněna jako Pascandale roku 844 a mohla být pojmenována po osobě nesoucí jméno Paulus nebo Pasko.
Na hřebeni Passchendaele se během první světové války odehrála třetí bitva u Yper. Britové v ní vedli ofenzívu proti Němcům. Trvala od 31. července do 10. listopadu 1917 a na obou stranách zemřelo mezi 200 000 až 400 000 vojáků. Vesnice byla zcela srovnána se zemí.

## Galerie

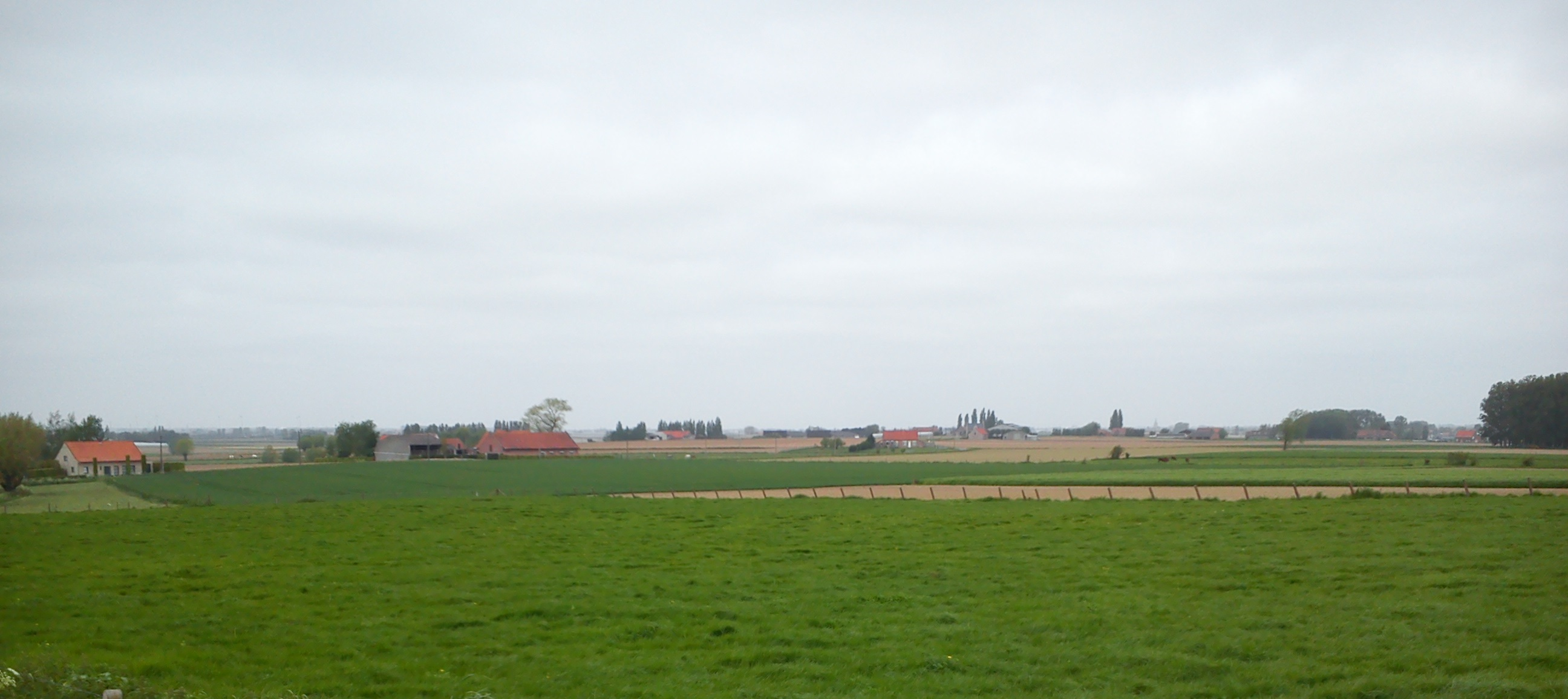
Místní pole
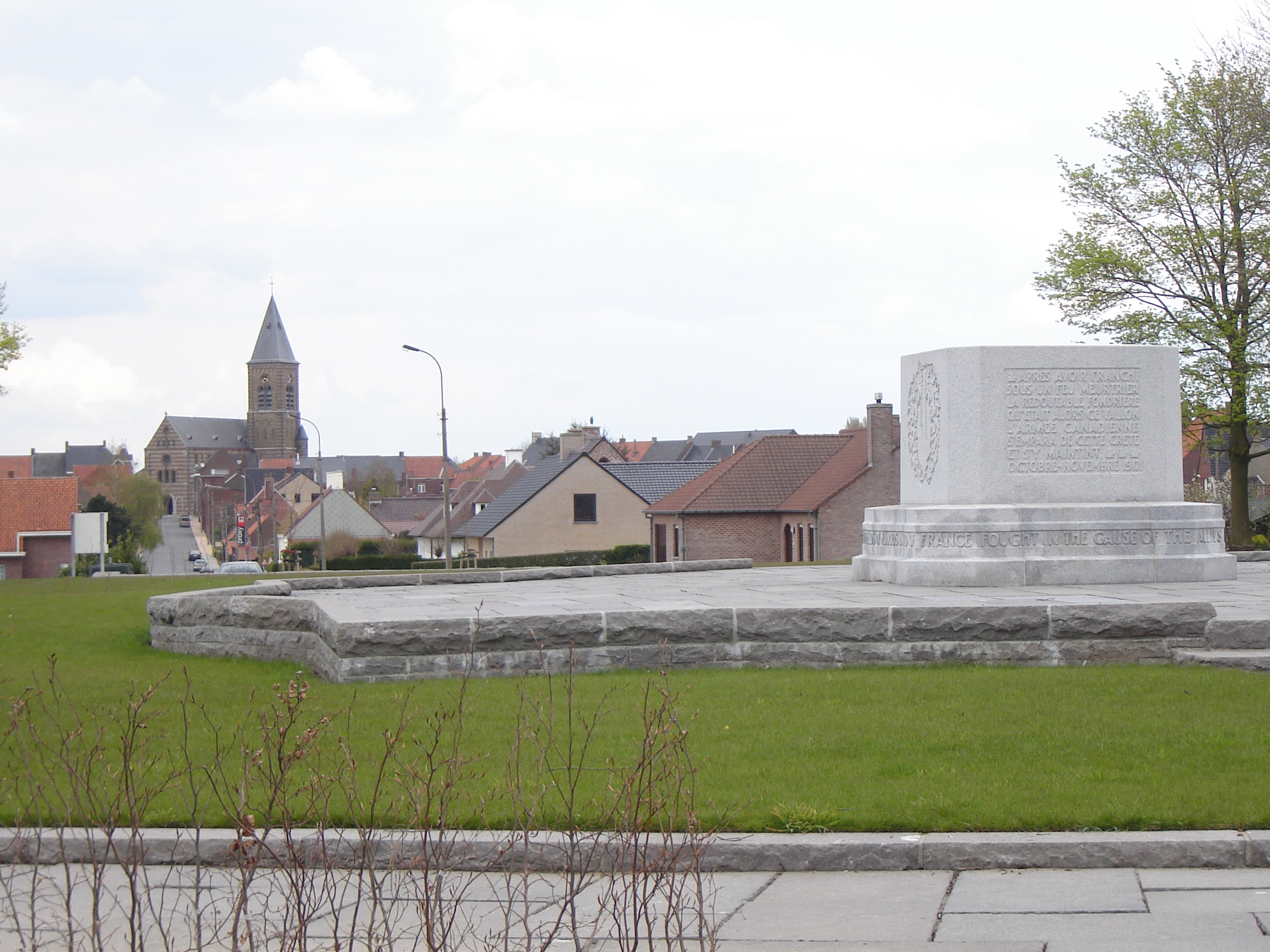
Kanadský památník v Passchendaele
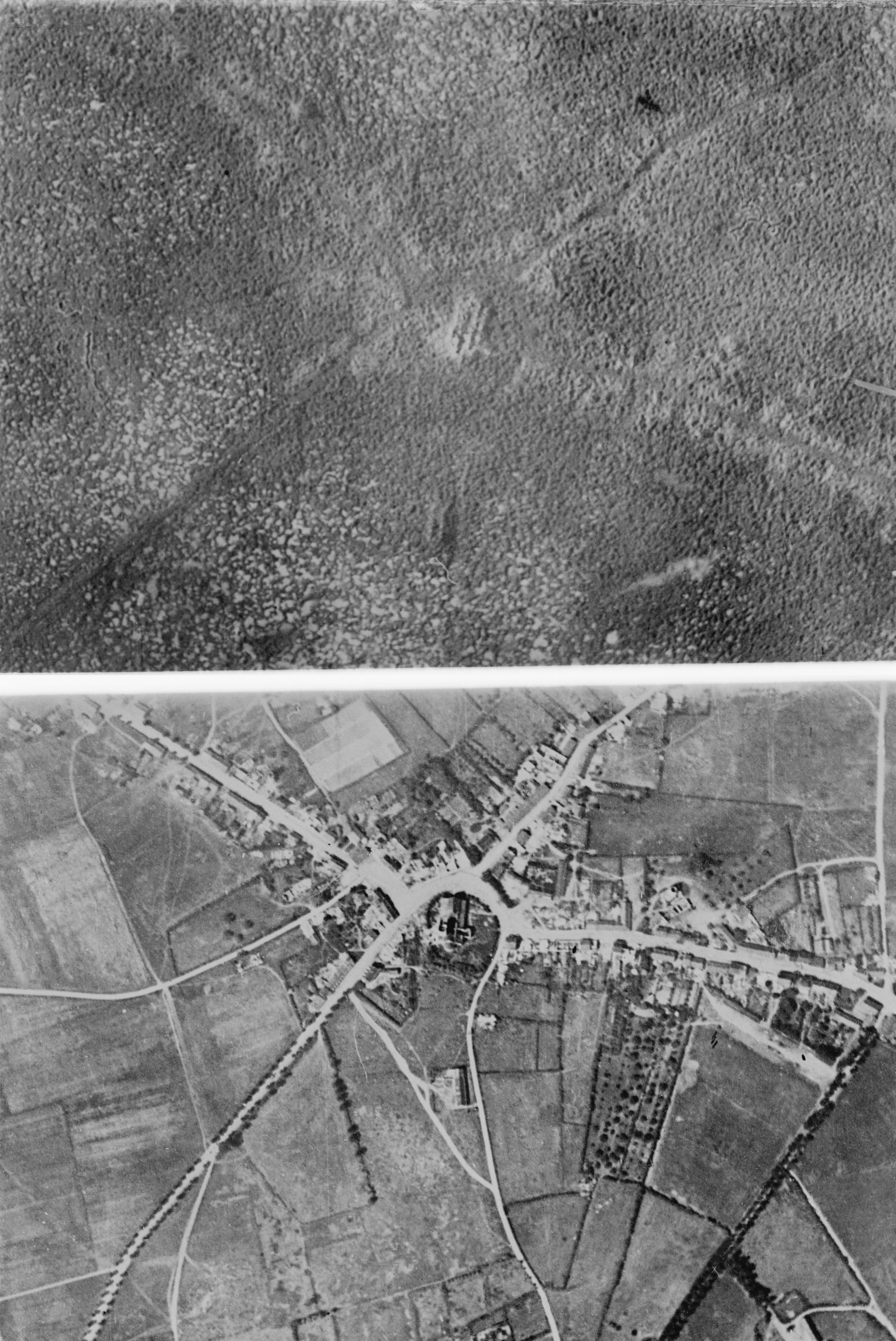
Passchendaele před a po první světové válce